# 戦車不要論
戦車不要論（せんしゃふようろん）、または戦車無用論（せんしゃむようろん）とは、現代戦において、戦車はもはや有効な兵器ではなく、その存在意義を失ったとする考え方である。英語圏では戦車の陳腐化（せんしゃのちんぷか、英: obsolescence of tanks）とも呼ばれ、「戦車は時代遅れだ（英: "Tanks are obsolete"）」といった決まり文句がよく用いられる。
この説の支持者は、対戦車ミサイルやドローンなどの技術の発展により、戦車は容易に撃破されるようになったと強調することが多い。戦車不要論は、時代や技術の変遷に応じて何度も再燃しているが、戦車は依然として陸戦における重要な要素であり、特に現代の諸兵科連合作戦には必要不可欠であるというのが専門家の間における支配的見解である。

## 歴史
戦車不要論は、戦車の発明と同時に生まれた。第一次世界大戦で初めて実戦投入された当初から、低い機械的信頼性や機動力の限界などが指摘されており、有用性に関する議論は戦間期まで続いた。第二次世界大戦では、戦車はドイツ軍が展開した電撃戦などで中心的役割を果たし、戦後約20年間にわたって軍事力における中核的位置を占める兵器となった。
しかし、1973年の第四次中東戦争において、エジプト軍がソ連製の対戦車ミサイルを効果的に運用し、イスラエル軍の戦車部隊に大損害を与えたことをきっかけに、戦車不要論が広く議論されるようになった。その後も、対戦車ミサイルや攻撃ヘリコプターの進化、およびドローンの登場など、軍事技術が進歩するたびに再燃を繰り返しており、近年ではウクライナ戦争の影響を受けて議論が再浮上している。

## 議論
戦車不要論の一般的な主張とそれに対する反論は以下の通りである。

### 対戦車兵器
主張 ― 対戦車ミサイル（ATM）、特にジャベリンのようなトップアタック（上面攻撃）能力を持つ携行式対戦車ミサイルや、FPVドローンなどの無人航空機（UAV）の発達により、戦車は比較的安価な兵器によって容易に撃破される脆弱な存在となった。上面は一般的に装甲厚が薄いため、トップアタックは戦車にとって大きな脅威である。ウクライナ戦争では、対戦車ミサイルやドローンによって多数のロシア軍戦車が破壊されており、現代戦における戦車の脆弱性・不必要性が示された。
反論 ― 戦車側も対抗手段を発展させており、適応が進んでいる。爆発反応装甲（ERA）や複合装甲による防御力向上に加え、アクティブ防護システム（APS）は飛来する対戦車ミサイルやロケット弾を迎撃することが可能である。ドローンに対しても、専用の防御システムの開発が進められている。また、戦車不要論の根拠とされる戦史、たとえば第四次中東戦争におけるイスラエル軍の損害は、歩兵や砲兵を伴わない戦車の単独運用や航空支援の欠如といった不適切な戦術が原因であり、戦車自体の存在意義が否定されたわけではなく、諸兵科連合の下で適切に運用された戦車は依然として強力かつ有用である。ウクライナ戦争においても同様であり、ロシア軍の稚拙な戦術や歩戦協同の欠如などが損失の大きな要因と考えられている。また、軍事史家のトレヴァー・デュピュイの研究では、現代の戦争における戦車の損失率は、過去の戦争と比較して必ずしも高いわけではないことが示唆されている。一部の専門家は、近年の戦争における戦車の脆弱性は誇張して報じられていると指摘している。

### 費用対効果
主張 ― 主力戦車（MBT）は開発・製造・維持に莫大なコストがかかる。これに対して、戦車を撃破可能な対戦車ミサイルやドローンは比較的安価であり、費用対効果の面で戦車は著しく劣る。限られた防衛予算を考慮すると、高価な戦車に投資するよりも、より安価で効果的な他の兵器システムに資源を配分すべきである。
反論 ― 火力・防御力・機動力をバランスよく兼ね備えた戦車の突破力や制圧力は、他の兵器・兵科では代替が困難である。戦車は敵にとって依然として大きな脅威であり、その存在自体が抑止力として機能する。また、戦車は単に敵車両を撃破するだけでなく、歩兵部隊の戦闘を支援し、地域を物理的に占領・確保する上で不可欠な役割を担う。単純なコスト比較だけでなく、戦場における役割と総合的な有効性を考慮すべきである。諸兵科連合の中核として機能することで、戦車は部隊全体の戦闘効率を高めることができる。

### 戦争の変化
主張 ― 現代戦では、かつてのような大規模な機甲戦が生起する可能性が低下しており、非対称戦争・市街戦・ゲリラ戦など、戦車の活躍が見込めない場面が増えている。特に精密誘導兵器の導入やネットワーク化が進んでいる戦場においては、大型で目立ちやすい戦車は格好の標的となる。16式機動戦闘車（MCV）など、より軽量で機動性に優れた装甲戦闘車両が戦車の代わりとなりうる。
反論 ― 機甲戦の可能性が低下したとしても、戦車が持つ制圧力や防御力は依然として重要である。戦車は直接火力支援・機甲突破・敵への心理的威圧・味方の士気向上など、多様な任務に対応できる比類なき汎用性を備えている。装甲戦闘車両は、整地機動力や展開速度では戦車に勝る部分もあるが、火力・防御力・不整地走破力では戦車に劣る。戦車は依然として諸兵科連合部隊による機動打撃の中核であり、その役割を完全に代替できる兵器は存在しない。ウクライナ戦争においても、敵の防衛線を突破するにあたって戦車が必要不可欠であることが再確認されており、ウクライナ政府は西側諸国に対して戦車の提供を呼びかけている。

## 日本における戦車不要論
日本国内においては、四方を海に囲まれた島国という日本の地理的特徴や、費用対効果の観点から唱えられることがある。このような不要論に対し、一部の自衛隊幹部は、戦車は反転攻勢に欠かせない装備であり、存在意義がなくなることはないと反論している。なお、戦車は必ずしも広闊な平地でなければ運用できないわけではなく、特に太平洋戦争ではジャングルや島嶼部などの狭隘地でも戦車が活躍した。

## 各国の動向
2025年現在、世界各国で戦車の開発と配備が続いており、戦車不要論とは背反する動きが多く見られる。
2022年、アメリカのジェネラル・ダイナミクス・ランド・システムズ（GDLS）は、新戦車・エイブラムスXを発表した。また、アメリカ陸軍は事実上の軽戦車とされるM10ブッカー戦闘車の導入を決定した。
日本と同じ島国である台湾やフィリピンも機甲戦力の増強を進めており、前者は台湾有事の可能性に備えてM1エイブラムスの導入を進めているほか、後者は2022年に機甲部隊を60年ぶりに復活させた。また、2011年に戦車の全廃を決めたオランダも、クリミア危機とウクライナ戦争の影響を受けて再配備する動きを見せている。